# Rigassificatore di Brindisi
Il Rigassificatore di Brindisi di gas naturale liquefatto (GNL) è un progetto posseduto al 100% dalla Brindisi LNG Spa (Gruppo BG).

## La procedura di valutazione di impatto ambientale: conclusa con esito positivo
Nel gennaio 2008, la società ha iniziato la procedura di Valutazione di Impatto Ambientale. Il 7 agosto 2009, la società alla luce delle osservazioni ricevute a vario titolo, ha presentato alcune integrazioni migliorative del progetto, oltre alle proposte di mitigazione ambientale e di intervento di miglioramento paesaggistico.
Nel corso della procedura di valutazione di impatto ambientale è stato affrontato il tema di una possibile localizzazione alternativa del terminale, ivi inclusa la localizzazione dell'impianto a Cerano. Tale localizzazione alternativa risulta impraticabile per una serie di ragioni tecniche, ma soprattutto perché a Cerano non esiste un porto.
Con decreto in data 1º luglio 2010, firmato dal ministro dell'ambiente e dal ministro dei beni culturali è stata dichiarata la compatibilità ambientale del terminale di rigassificazione in località Capo Bianco.

## Il contesto del progetto
Brindisi LNG è nella lista delle priorità infrastrutturali sia del Governo Italiano sia delle autorità dell'Unione europea, l'Italia infatti importa la maggioranza del gas che consuma, e ha due terminali di rigassificazioni operativi, in Liguria e in Veneto.
L'insediamento del rigassificatore in località Capo Bianco è stato a partire dal 2005 osteggiato dall'amministrazione provinciale, dall'amministrazione comunale e dalla Regione Puglia.
Al riguardo, occorre ricordare che la procedura di valutazione di impatto ambientale diretta dal Ministero dell'Ambiente e della Tutela del Territorio e del Mare, iniziata nel 2008 ha come obiettivo proprio quello di accertare definitivamente l'impatto del progetto dell'impianto di rigassificazione (ad oggi non ancora costruito) sul territorio.
Un altro argomento che sarebbe sollevato dagli oppositori del progetto, si basa sulla considerazione che Brindisi avrebbe conosciuto una forte industrializzazione con conseguente inquinamento della costa. Si vorrebbero quindi restituire quello spazio alla città, per riportarlo alla situazione precedente o utilizzarlo in altro modo.
Al riguardo occorre, tuttavia, sottolineare che la procedura di valutazione di impatto ambientale ha come obiettivo proprio quello di verificare la fattibilità del progetto da un punto di vista ambientale. Inoltre, occorre anche ricordare che il Piano Regolatore del Porto di Brindisi del 1975 stabilisce che l'area di Capobianco è zona industriale e prevede espressamente non solo la colmata (ad oggi realizzata in parte dalla Brindisi lng Spa), ma anche l'insediamento di impianti energetici. Il piano regolatore portuale è un documento pubblico liberamente consultabile presso gli enti competenti (ivi inclusa l'Autorità Portuale di Brindisi).

## Le ipotesi di reato
Nel febbraio 2007 un'operazione giudiziaria basata sull'analisi di una mole notevole di materiale, intercettazioni telefoniche, esame di persone e sequestro di documenti hanno prodotto un'ipotesi di "corruzione continuata e aggravata", ha prodotto 5 arresti, 27 avvisi di garanzia, 52 perquisizioni in tutta Italia e il sequestro dell'area di Capobianco.

## L'abbandono del progetto
Il 6 marzo 2012 dopo 11 anni e 250 milioni di euro spesi, British Gas abbandona il progetto del rigassificatore di Brindisi.